# Verbandsgemeinde Lambrecht
Verbandsgemeinde Lambrecht é uma associação municipal do estado da Renânia-Palatinado.